# Florian Grzechowiak
Florian Grzechowiak (Bottrop, 7 de junho de 1914 - Poznań, 24 de julho de 1972) é um ex-basquetebolista polonês que integrou a seleção polonesa que competiu nos VI Jogos Olímpicos de Verão realizados em Berlim em 1936.